# Alford (Somerset)
Alford is een civil parish in het bestuurlijke gebied South Somerset, in het Engelse graafschap Somerset met 63 inwoners.